# Lonchocarpus ehrenbergii
Lonchocarpus ehrenbergii är en ärtväxtart som beskrevs av Ignatz Urban. Lonchocarpus ehrenbergii ingår i släktet Lonchocarpus och familjen ärtväxter. Inga underarter finns listade i Catalogue of Life.